# Ipe (Zeichenprogramm)
Der Ipe extensible drawing editor ist ein freier Vektorgrafik-Editor zum Zeichnen von Vektorgrafiken im PDF- oder EPS-Format. Besonders geeignet ist das Programm, um Illustrationen zur Einbindung in LaTeX-Dokumente zu erstellen. Mehrseitige PDF-Präsentationen mit Übergangseffekten können ebenfalls erzeugt werden.
Ipe wurde von Otfried Cheong 1993 entwickelt und lief anfänglich nur auf SGI-Workstations. Ipe 6 wurde 2003 veröffentlicht. Dabei wurde das Dateiformat in XML geändert, das auch in die erstellten PDF- and EPS-Dateien eingebettet werden kann. Ipe 7 erschien im Jahr 2009.

## Funktionalität
Ein Hauptmerkmal von Ipe ist die Möglichkeit, Text als LaTeX-Quellcode einzugeben. Hierdurch können mathematische Ausdrücke eingebettet und LaTeX-Makros des Hauptdokuments direkt benutzt werden können. Ipe kann natives PostScript und/oder PDF erzeugen, einschließlich des Textes. LaTeX wird mithilfe von pdfTeX umgewandelt, wenn die Datei gespeichert wird. Auch SVG- und PNG-Dateien können erzeugt werden. Bestehende PDF- und SVG-Dateien lassen sich mit einem Hilfsprogramm in das Ipe-eigene Format konvertieren.
Mit Ipe können verschiedene geometrische Figuren erzeugt, gruppiert und bearbeitet werden, darunter Polylinien, Kreisbögen, Splines und Text-Objekte. Transparenz, Farbverläufe, benutzerdefinierte Linienenden (z. B. Pfeile) und Schraffuren werden unterstützt, müssen aber per Hand in das Stylesheet eingetragen werden. Verschiedene Objektfangmöglichkeiten, z. B. durch Ankerpunkte und Gitter werden unterstützt. Es lassen sich JPEG- oder BMP-Dateien als Bild einfügen. Durch Style-Vorlagen kann eine einheitliche Formatierung sichergestellt werden.
Es steht eine Plug-In-Schnittstelle zur Verfügung, über die durch sogenannte ipelets beliebige Funktionen zu Ipe hinzugefügt werden können. Diese können in C++ oder (ab Version 7) auch in Lua geschrieben werden.